# Fontenay-le-Fleury
Fontenay-le-Fleury là một xã thuộc tỉnh Yvelines, trong vùng Île-de-France, Pháp, située à dix kilomètres environ về phía tây của Versailles.
Dân địa phương tiếng Pháp gọi là Fontenaysiens (trước đây là Fleuryfontains).
Xã Fontenay-le-Fleury nằm ở đồng bằng Versailles, cách trung tâm tỉnh à 7,5 km.
Các xã giáp ranh là: Noisy-le-Roi về phía bắc-đông-bắc, Bailly về phía đông bắc, Saint-Cyr-l'École về phía đông nam, Bois d'Arcy về phía tây nam, Villepreux về phía tây và Rennemoulin về phía tây bắc.